# شركة الأحلام اللامحدودة (رواية)
شركة الأحلام اللامحدودة The Unlimited Dream Company هي رواية للكاتب الإنجليزي جيه جي بالارد، نشرت عام 1979م، عن دار نشر جوناثان كيب.